# Cité Moderne
Ne doit pas être confondu avec Cité Modèle.
La Cité Moderne (en néerlandais : Moderne Wijk) est un quartier d'habitations sociales de style moderniste conçu et édifié par l'architecte et urbaniste Victor Bourgeois, avec l'aide de l'urbaniste Louis Van der Swaelmen, à Berchem-Sainte-Agathe dans la Région de Bruxelles-Capitale en Belgique.
Cette cité-jardin est « une aventure sans précédent dans l'histoire de l'architecture belge » qui marque à la fois « le début et un sommet de la carrière de Victor Bourgeois ».
La Cité Moderne fait partie des 25 quartiers-jardins construits entre 1920 et 1933 dans l'agglomération bruxelloise,. Parmi ces 25 cités-jardins, elle est la seule avec la cité-jardin du Kapelleveld à Woluwe-Saint-Lambert à présenter un « langage architectural radicalement moderniste », et la seule cité-jardin belge à être mentionnée dans la littérature internationale avec la cité-jardin du Kapelleveld et la cité Le Logis-Floréal.
Elle est également « une des premières réalisations en Belgique proclamant la prééminence de l'urbanisme sur l'architecture ».
La Cité Moderne ne doit pas être confondue avec la « Cité Modèle », située non loin du stade Roi Baudouin, à Bruxelles dans le quartier de Laeken.

## Localisation
La Cité Moderne est située sur le territoire de la commune de Berchem-Sainte-Agathe, dans la banlieue nord-ouest de Bruxelles. Elle se situe au sud de l'avenue Charles-Quint, non loin de la basilique de Koekelberg.
Située entre la rue de Termonde au nord et l'avenue Josse Goffin au sud, la Cité Moderne occupe une série de places et de rues aux noms très évocateurs : place des Coopérateurs, place de l'Initiative, avenue de l'Entr'Aide, venelle Victor Bourgeois, rue de la Cité Moderne, rue de la Fondation, rue de l'Évolution, rue de la Gérance, rue des Ébats, rue du Bon Accueil.

## Statut patrimonial
La Cité Moderne fait l'objet d'un classement au titre des monuments historiques depuis le 7 septembre 2000 sous la référence 2268-0029/0 et figure à l'Inventaire du patrimoine architectural de la Région de Bruxelles-Capitale sous la référence 38239.

## Historique

### Le concept de cité-jardin
« Le concept de la cité-jardin apparaît en Grande-Bretagne à la fin du 19e siècle en réaction au développement urbain désordonné principalement dû à une industrialisation urbaine excessive. Cette tendance anti-urbaine trouve sa voie dans le développement de structures autonomes et collectivistes à la campagne » : le concept de la cité-jardin est promu par plusieurs théoriciens anglais dont Ebenezer Howard dès 1898, et par Raymond Unwin qui érige les cités-jardins de Letchworth en 1904 et de Hampstead en 1905, qui seront visitées ensuite par de nombreux architectes et urbanistes étrangers,.

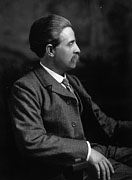
Raymond Unwin.

Le concept s’étend ensuite du Royaume-Uni au reste de l’Europe mais la Première Guerre mondiale en retardera la réalisation.

### La Première Guerre mondiale
« L'avancée des troupes allemandes en Belgique en août 1914 s'accompagne de la destruction systématique de plusieurs villes belges ».
Le gouvernement belge en exil au Havre prend des mesures, comme la loi du 25 août 1915 qui stipule que « les communes sur les territoires desquelles des constructions publiques ou privées ont été détruites par suite de faits de guerre sont tenues d’établir des plans généraux d’aménagement destinés à servir de base aux autorisations de construire ou de reconstruire », une loi qui « marque la première intervention du pouvoir central auprès des villes en matière d’urbanisme ».
À la fin de la guerre, en 1918, la pénurie en Belgique est estimée à 200 000 logements.
À la suite de ces ravages, plusieurs conférences internationales abordent dès 1915 la problématique du logement, comme « la Reconstruction Conference, organisée en 1915 à Londres et qui constitue un événement décisif pour l'adoption du principe de la cité-jardin pour la reconstruction à venir ». 
Par ailleurs, durant la Guerre, « nombre d'architectes et d'urbanistes modernistes belges (Huib Hoste, Louis Van der Swaelmen, J.-J. Eggericx, R. Verwilghen, R. Moenaert) s'exilent en Grande-Bretagne, en France ou aux Pays-Bas, où ils se familiarisent avec les théories urbanistiques, architecturales et sociales progressistes ». Des groupes d’études se forment à Londres, à Paris et aux Pays-Bas, comme « le Comité néerlando-belge d'Art civique, fondé en 1915, qui réunit entre autres les architectes hollandais Berlage et Cuypers ainsi que les Belges Huib Hoste et Louis Van der Swaelmen », le Belgian Town Planning Committee à Londres et la Commission d’étude franco-belge à Paris,.

### La reconstruction en Belgique et les cités-jardins
En octobre 1919 est créée en Belgique la Société Nationale des logements et des habitations à bon marché (S.N.L.H.B.M.),.
Les architectes ont alors à choisir entre le bloc de logements communs et la cité-jardin : cette dernière l'emporte car « elle se rapproche du faubourg verdoyant des classes aisées et devient donc le symbole de l'émancipation des travailleurs alors que le bloc d'habitations évoque l'image des casernes locatives du XIXe siècle ».
Entre 1920 et 1930, une trentaine d'architectes belges travaillent sur des projets de cités-jardins, ce qui mène à la réalisation de 25 quartiers-jardins à Bruxelles. La première cité-jardin dont la construction est entamée à Bruxelles est la cité de « La Roue » à Anderlecht (1920-1928), une cité dont la construction avait été décidée avant la Première Guerre mondiale.
Les cités-jardins bruxelloises peuvent être regroupées en trois catégories, :
- les ensembles dont les volumes peuvent être considérés comme cubistes (Cité Moderne et cité-jardin du Kapelleveld) ;

- les ensembles qui s'inspirent des villages ouvriers, des béguinages, de l'habitation rurale et des immeubles de rapport (Janson, Wannecouter, Villas, Clos Saint-Martin, cité de Saulnier, Noget, Errera, Volta, Het Krietiekpad) ;

- les ensembles qui relèvent de modèles régionalistes et de la tradition des cottages anglais (La Roue, Le Logis-Floréal, Moortebeek, Verregat, cité Diongre, Heymbosch, Heideken, Bon Air, Forest-Vert, Homborch, Joli-Bois, Transvaal et Terdelt).

Le modèle des cités-jardins mourra en 1930, « au Congrès international d'architecture moderne (CIAM) qui se tient à Bruxelles, où la plupart des modernistes (emmenés par Le Corbusier) défendent la formule de l’habitat en hauteur dans un environnement arboré comme solution au problème du logement social ».

### La Cité Moderne

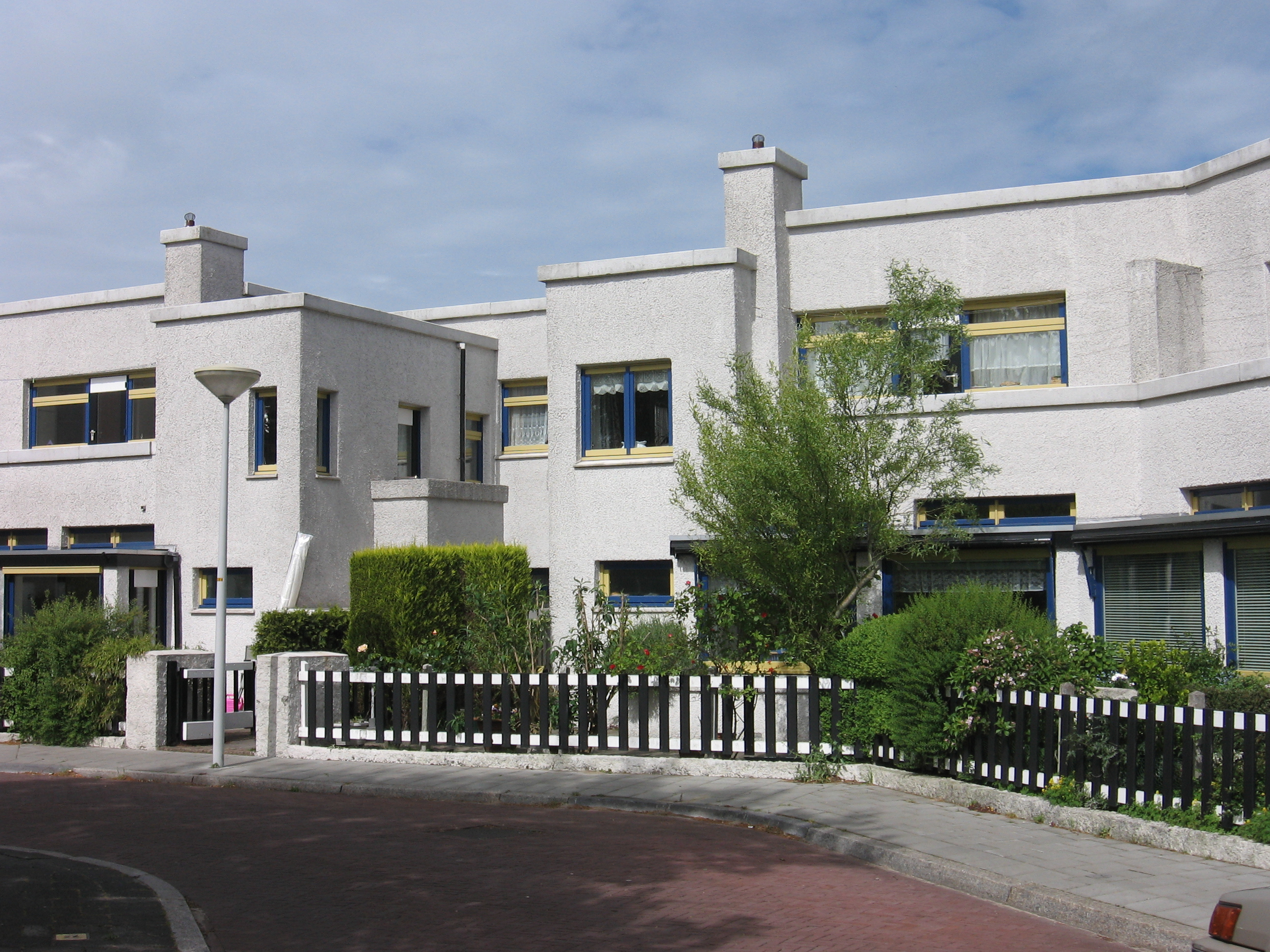
Le quartier Papaverhof à La Haye (architecte Jan Wils, 1919-1922).

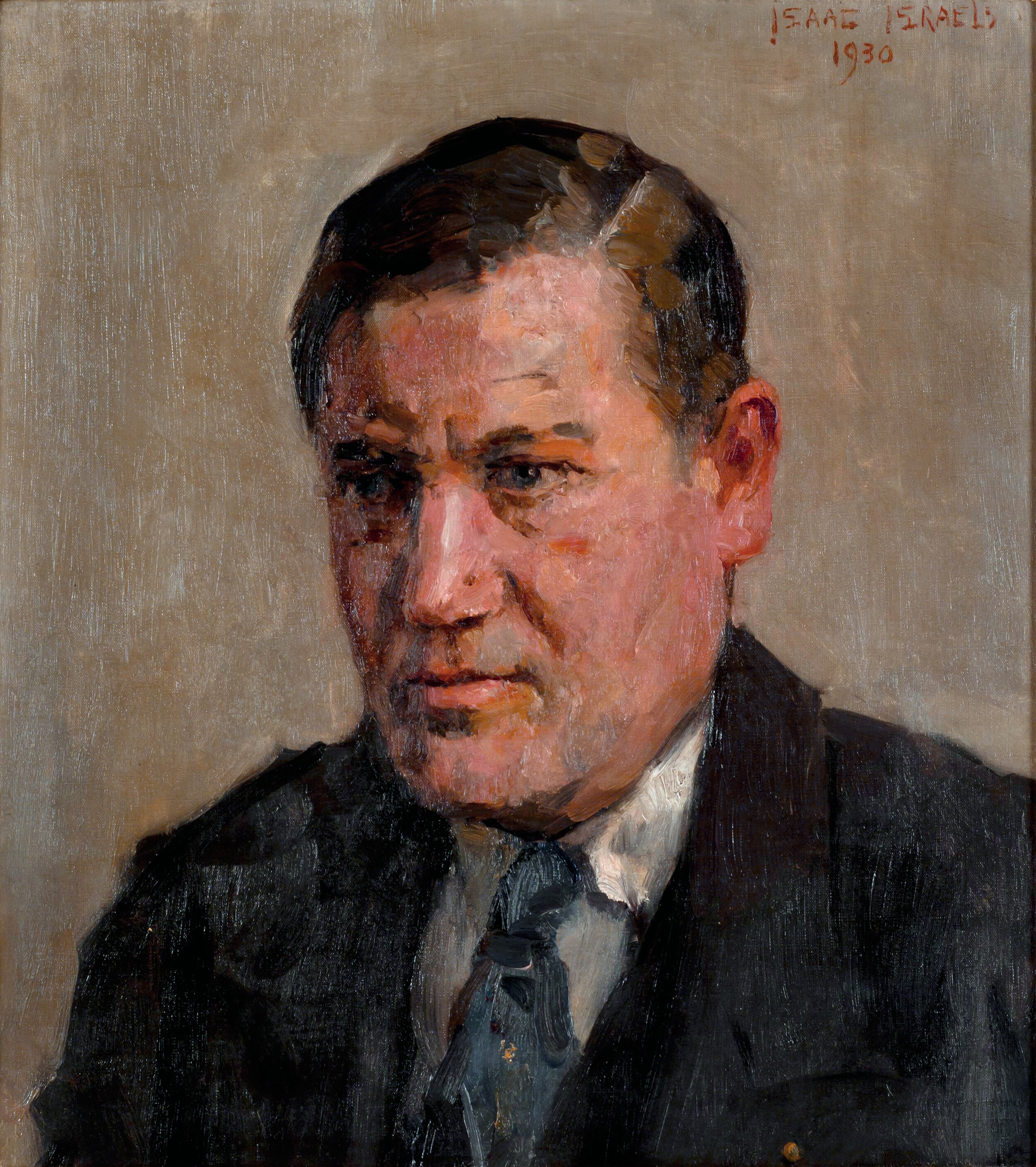
L'architecte néerlandais Jan Wils (De Stijl).

Au cours de l'été 1921, alors âgé de 24 ans, Victor Bourgeois visite le chantier du quartier Papaverhof construit de 1919 à 1922 à La Haye aux Pays-Bas par l'architecte Jan Wils (1891-1972) : le « choc plastique » qu'il subit alors lui inspire la Cité Moderne. 
L'année suivante, en 1922, il fonde la société coopérative de locataires « La Cité Moderne » avec son frère Pierre et leur ami Georges Rens dans le but de créer une cité-jardin de 500 logements avec jardins individuels, commerces et équipements collectifs.
L'architecte conçoit des logements de 22 types aux formes épurées. L'urbanisme de la cité est confiée au paysagiste Louis Van der Swaelmen.
La pénurie de matériaux traditionnels qui sévit alors représente pour Bourgeois l'occasion d'exploiter les possibilités du béton.
La Cité Moderne est édifiée de 1922 à 1925, mais seules 274 habitations de 15 types sont construites, au lieu des 500 prévues, tandis que les équipements sont abandonnés,.
La Cité Moderne révèle également l'influence de l'architecte américain Frank Lloyd Wright et du projet de Cité Industrielle conçu par l'architecte et urbaniste français Tony Garnier en 1901-1903.

## Description
La Cité Moderne de Victor Bourgeois compte, avec la cité-jardin du Kapelleveld, parmi les premiers exemples d'architecture cubiste en Belgique : selon les Cahiers de l'urbanisme, elle est « résolument moderniste-cubiste comme l'est le Kapelleveld à Woluwe-Saint-Lambert ».
À l'époque, Victor Bourgeois fait partie avec Huib Hoste des jeunes puristes qui suivent les traces du mouvement néerlandais Stijl, alors que d'autres (Eggericx, Pompe, Bodson, L. François, J. De Ligne, F. van Reeth) transposent les modèles régionaux ou ceux de l'architecture domestique anglaise ou néerlandaise.
La Cité Moderne présente une combinaison de logements petits, moyens et grands qui est le fruit d'une « recherche de la diversité dans la simplicité ».
Les habitations qui bordent la place des Coopérateurs, qui est située au centre de la Cité et en constitue le « point d'orgue », présentent une disposition à redents, une caractéristique qu'on retrouve également à Zelzate. « Bourgeois a créé une variation dans l'apparence des logements en terrasse par l'articulation des blocs et par l'introduction de relations très organisées entre les pleins et les vides, créant des façades fortes ». L'immeuble principal (place des Coopérateurs 18) est orné de vitraux multicolores réalisés par Pierre-Louis Flouquet, un des fondateurs de la revue d'avant-garde 7 Arts, aux côtés de Pierre et Victor Bourgeois.
Les décrochements de façades ont pour but de créer des perspectives brisées mais également de garantir le meilleur ensoleillement, « de telle façon que les façades de maison exposées soit à l'est soit à l'ouest reçoivent un ensoleillement régulier ».
« La cité présente actuellement des problèmes structurels liés à la mauvaise qualité du béton utilisé mais aussi à l'évolution des normes de confort :  il n'y avait par exemple pas de salle de bain à l'origine ! Elle nécessite une restauration en profondeur, dans le respect du projet originel et adapté aux besoins actuels ».

## Réception
La Cité Moderne de Victor Bourgeois a reçu un Grand Prix à l'Exposition des Arts décoratifs de Paris en 1925.
Selon Maurice Culot (citant Bourgeois, dans la revue d'avant-garde 7 Arts, 3 janvier 1924), la Cité Moderne est la « claire démonstration de la notion de compénétration des masses opposée à "la juxtaposition des volumes à la façon d'un jeu puéril de cubes" ».
Muriel Emanuel souligne que « Bourgeois a tenté de donner aux élévations de ses bâtiments un nouveau langage aussi rigoureusement raffiné et contrôlé que celui du classicisme lui-même » car il n'appréciait pas « l'abstraction libre de formes n'ayant aucun rapport entre elles ».

Place des Coopérateurs
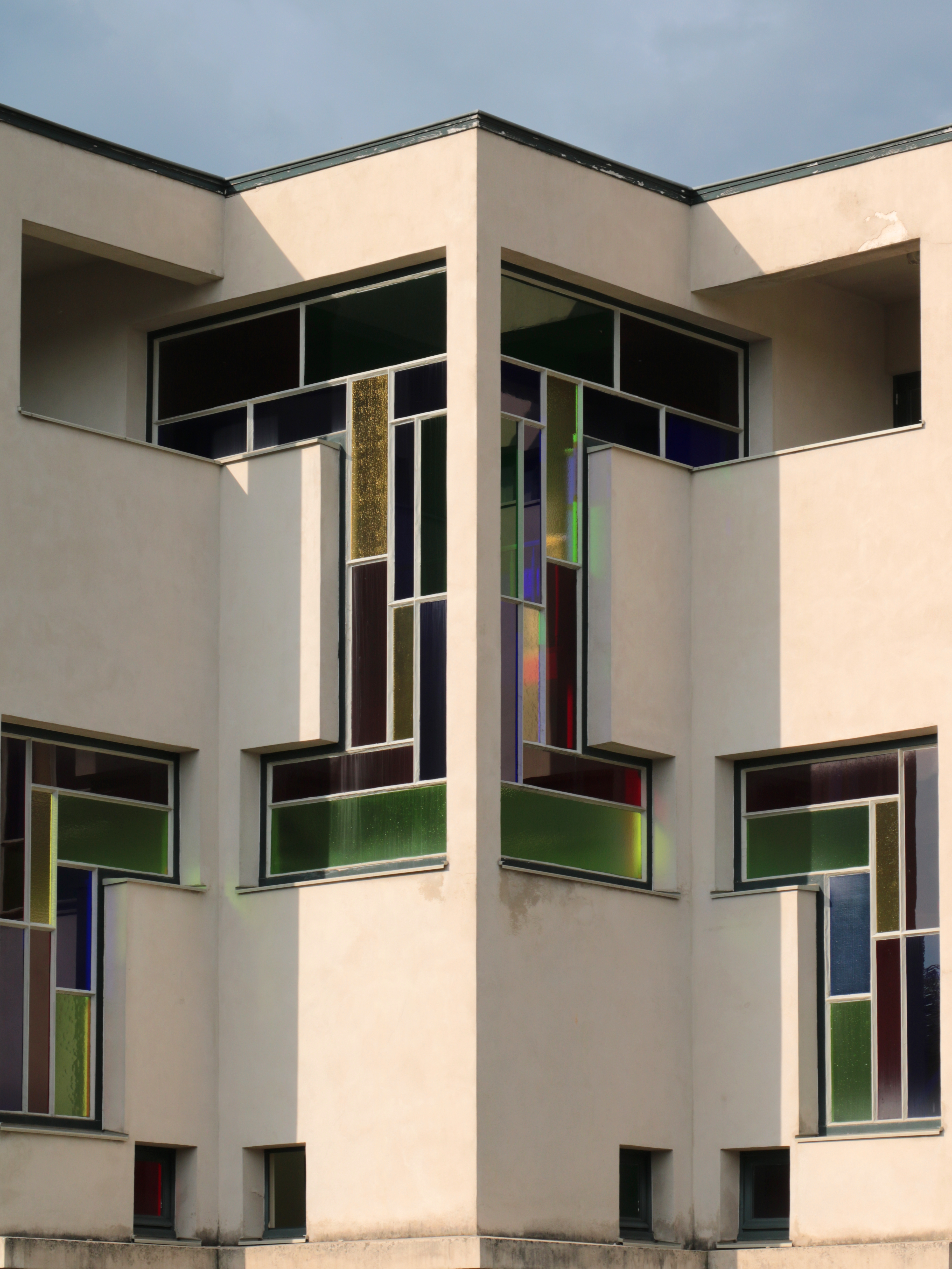
Baies.
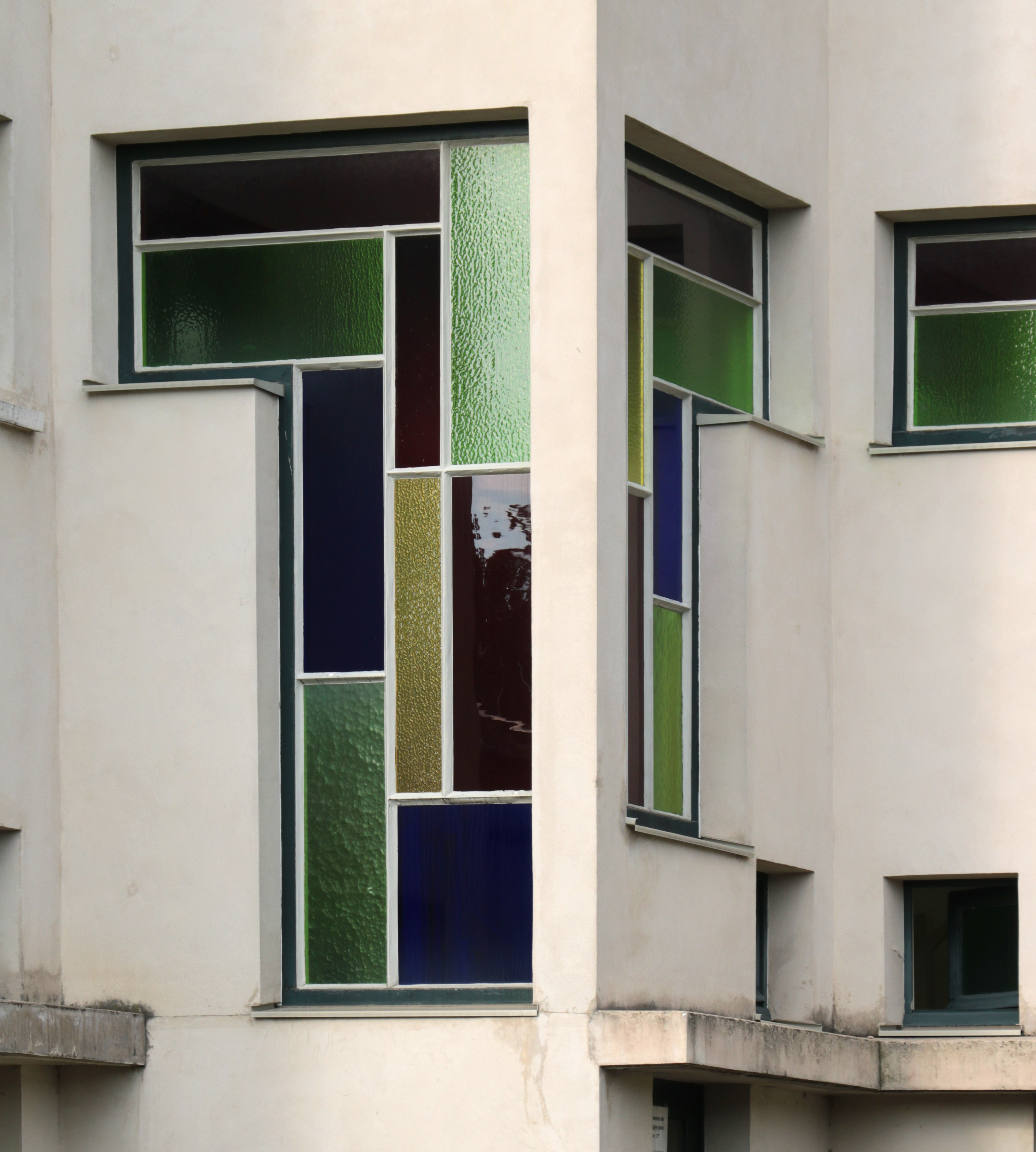
Vitraux de Pierre-Louis Flouquet.
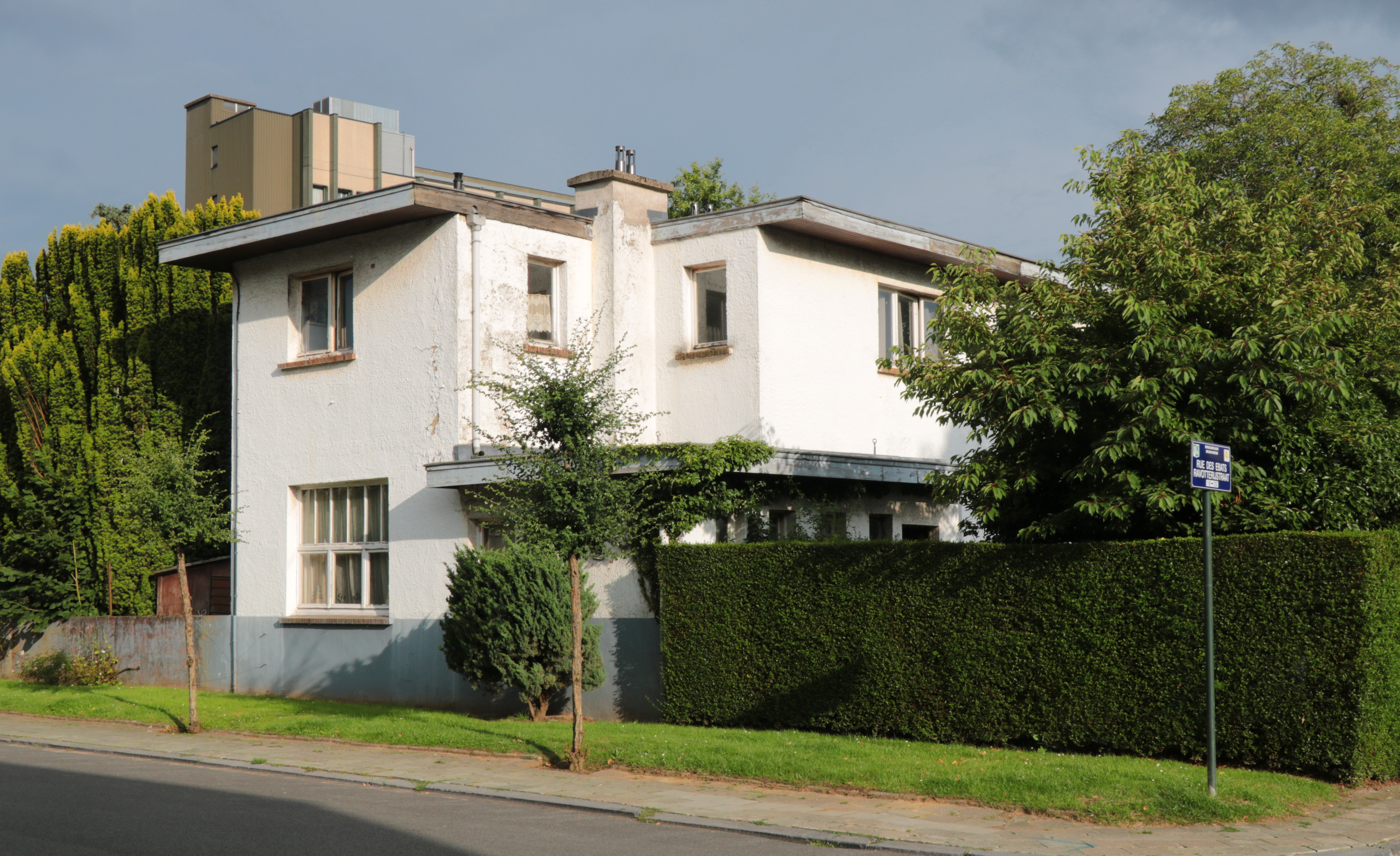
Maison individuelle.
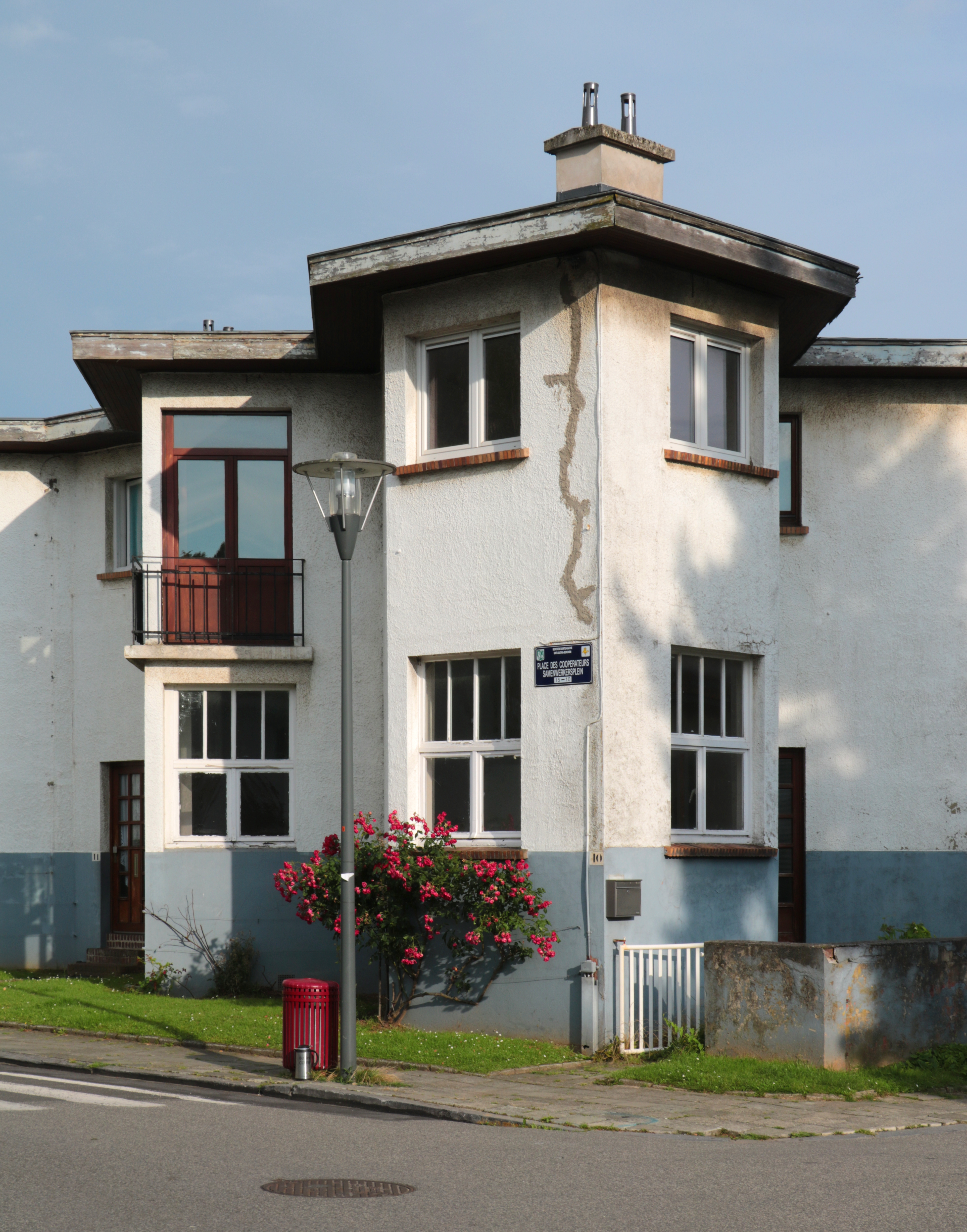
Maison d'angle.